# Football Club Baník Ostrava 2007-2008
Questa voce raccoglie le informazioni riguardanti il Football Club Baník Ostrava nelle competizioni ufficiali della stagione 2007-2008.

## Organigramma societario
- Allenatore: Karel Večeřa
- Vice Allenatori: Karel Kula, Libor Pala

## Rosa
| N. |                       | Ruolo | Calciatore         |
| -- | --------------------- | ----- | ------------------ |
| 1  | Rep. Ceca (bandiera)  | P     | Antonín Buček      |
| 3  | Rep. Ceca (bandiera)  | D     | Radim Řezník       |
| 4  | Rep. Ceca (bandiera)  | C     | Martin Lukeš       |
| 5  | Rep. Ceca (bandiera)  | D     | René Bolf          |
| 6  | Rep. Ceca (bandiera)  | D     | David Bystroň      |
| 8  | Rep. Ceca (bandiera)  | C     | Rudolf Otepka      |
| 9  | Rep. Ceca (bandiera)  | C     | Tomáš Mičola       |
| 10 | Slovacchia (bandiera) | A     | Róbert Zeher       |
| 11 | Rep. Ceca (bandiera)  | C     | František Rajtoral |
| 12 | Rep. Ceca (bandiera)  | D     | Petr Cigánek       |
| 13 | Rep. Ceca (bandiera)  | C     | Zdenek Stanek      |
| 14 | Rep. Ceca (bandiera)  | A     | Adam Varadi        |
| 15 | Rep. Ceca (bandiera)  | D     | Petr Čoupek        |

| N. |                      | Ruolo | Calciatore        |
| -- | -------------------- | ----- | ----------------- |
| 16 | Rep. Ceca (bandiera) | P     | Tomás Bernády     |
| 17 | Rep. Ceca (bandiera) | A     | Lukáš Magera      |
| 18 | Rep. Ceca (bandiera) | D     | Tomáš Marek       |
| 19 | Rep. Ceca (bandiera) | D     | Petr Pavlík       |
| 20 | Rep. Ceca (bandiera) | C     | Petr Tomašák      |
| 21 | Rep. Ceca (bandiera) | C     | Ondrej Ficek      |
| 22 | Rep. Ceca (bandiera) | D     | Daniel Tchuř      |
| 23 | Rep. Ceca (bandiera) | D     | Aleš Neuwirth     |
| 24 | Rep. Ceca (bandiera) | C     | František Metelka |
| 25 | Rep. Ceca (bandiera) | A     | Václav Svěrkoš    |
| 26 | Rep. Ceca (bandiera) | D     | Pavel Ricka       |
| 27 | Rep. Ceca (bandiera) | A     | Tomáš Vrťo        |
| 30 | Rep. Ceca (bandiera) | P     | Petr Vašek        |